# Beraea alva
Beraea alva är en nattsländeart som beskrevs av Malicky 1975. Beraea alva ingår i släktet Beraea och familjen sandrörsnattsländor. Inga underarter finns listade i Catalogue of Life.